# Gabriel Orphanopoulos
Jorge Gabriel Orphanopoulos Barker es un jinete de rodeo chileno. Durante su larga carrera en el rodeo ha destacado como criador y jinete.
Nació en 1954 y partió corriendo a los 15 años. Con el correr de los años formó su propio criadero y en 1988 formó collera con Mariano Torres, con quien cosechó muchos triunfos, culminando con el máximo galardón para un jinete de rodeo: ser campeones de Chile. En abril de 2004, junto a Torres, ganó el Campeonato Nacional de Rodeo montando a "Guapetón" y "Ahí No Más" con 34 puntos y sorprendió a la mayoría del público y de los medios ya que no estaban dentro de los favoritos. Además de ganar el título de campeón en 2004, el Círculo de Periodistas Deportivos de Chile lo eligió como el mejor de los deportistas del rodeo.
La temporada 2003-2004, que culminó con el Campeonato Nacional, fue muy buena para este jinete, aunque la temporada anterior fue mucho mejor, en donde ganó un total de seis rodeos. Después del título nacional ganó el rodeo para criadores de Cautín en 2005 y el Provincial de Longaví en 2006.

## Escándalo de 2012
En el año 2012 protagonizó uno de los mayores escándalos que se recuerden en el rodeo chileno. Durante un rodeo para criadores el jurado lo perjudicó en el cómputo de sus atajadas. Este jinete no alegó dentro de la medialuna pero sí lo hizo durante el almuerzo.
El día domingo, durante la serie de campeones, Orphanopoulos debía correr como número uno, sin embargo cuando se encontraba esperando a que el novillo saliera del toril el secretario informaba que la collera se encontraba eliminada del rodeo. Se le hizo una invitación a abandonar la medialuna pero se negó hasta que le dieran una buena explicación. El secretario le informó que estaba suspendido por la falta de respeto en el almuerzo, pero Gabriel argumentaba que no realizó ninguna falta dentro de la medialuna. El público estaba dividido, unos pedían que se retirara para continuar el rodeo, mientras que otros lo aplaudían y lo alentaban para que se terminen los abusos en el rodeo.
Finalmente, Gabriel Orphanopoulos se ubicó al medio del apiñadero y frente a la caseta del jurado señaló “respetuoso público, me voy a retirar de la medialuna por el amor al rodeo y no por la manga de hueones que los dirige”.
De esta manera Orphanopoulos abandonó la medialuna entre pifias y aplausos.
El tribunal supremo de disciplina de la Federación del Rodeo Chileno lo suspendió para participar en toda actividad deportiva y dirigencial por un período cercano a los dos años y medio.

## Campeonatos nacionales
| Año  | Collera        | Caballos                  | Puntaje | Asociación |
| ---- | -------------- | ------------------------- | ------- | ---------- |
| 2004 | Mariano Torres | "Ahí No Más" y "Guapetón" | 34      | Linares    |